# The End Has No End
"The End Has No End" é um single da banda Norte Americana The Strokes e o terceiro single do álbum Room on Fire. O lado B do single contem um cover da música "Clampdown" do Clash, gravada em uma apresentação ao vivo no Alexandra Palace de Londres. A performance do Alexandra Palace era para ser o primeiro álbum ao vivo dos Strokes, mas foi cancelada devido à baixa qualidade de som.

## Faixas
| N.º | Título                               | Duração |  |
| 1.  | "The End Has No End"                 | 3:02    |  |
| 2.  | "Clampdown (Live)" (The Clash cover) | 2:59    |  |